# الجندول
الجندول هي قصيدة ألفها الشاعر علي محمود طه، ولحنها الموسيقار محمد عبد الوهاب وغناها عام 1941.

## قصة الأغنية
- جاءت تسمية هذه القصيدة من الجندول وهو قارب يستخدم في التنقل عبر مدينة البندقية في إيطاليا التي يبدو أن الشاعر زارها وحازت على إعجابه فقال في بعض أبياتها:

أين من عيني هاتيك المجالِ... يا عروس البحر يا حلم الخيالِ
أين عشاقك سمار الليالي... أين من واديك يا مهد الجمالِ
موكب الغيد وعيد الكرنفالِ... وصدى البلبل في عرض القنالِ
- ثم قرأ محمد عبد الوهاب هذه القصيدة وأعجب بها وقرر تلحينها وغناءها، وكان هذا تجديداً من عبد الوهاب، لأنها لم تكن على نسق الأغاني العاطفية المعتادة.
- استخدم عبد الوهاب في هذه القصيدة إيقاع الفالس (ربما لأول مرة في الموسيقى العربية) في مقطع يتذكر فيه الشاعر بلده مصر يقول:

آه لو كنت معي نختال عبره... في شراع تسبح الأنجم إثره
حيث يروي الموج في أرخم نظرة... حلم ليلة من ليالي كليوبترا
- نجحت الأغنية نجاحاً كبيراً، ويقول الشاعر صلاح عبد الصبور في كتاب له عن علي محمود طه، أن الشاعر حقق شهرة واسعة بعد أن غنى له عبد الوهاب هذه القصيدة، وانطلق الشبان يغنون المقطع الذي يقول فيه عبد الوهاب:

أنا من ضيع في الأوهام عمره!
- تعتبر هذه الأغنية من أكبر الأغاني في مسيرة عبد الوهاب الفنية.